# میلوراد پاویچ
میلوراد پاویچ (به صربی و انگلیسی: Milorad Pavić؛ به صربی سیریلیک:Милорад Павић؛ باتلفظ [mîlɔ̝ra:d pǎ:v̞it͡ɕ]؛ ۱۵ اکتبر ۱۹۲۹ – ۳۰ نوامبر ۲۰۰۹) یک نویسنده رمان و داستان کوتاه، شاعر و مورخ ادبی اهل صربستان بود.
میلوراد پاویچ در سال ۱۹۲۹ در بلگراد متولد شد. او بسیاری از اشعار و داستان‌های کوتاه و رمان‌های خود را در طول عمرش منتشر کرد. معروفترین آن‌ها لغت‌نامه خزران یا قاموس خزران (۱۹۸۴) است که پس از انتشار آن را با عنوان «اولین رمان قرن ۲۱» مورد ستایش قرار گرفت. آثار پاویچ به بیش از سی زبان ترجمه شده‌اند. او در اروپا و آمریکای جنوبی بسیار محبوب است و «یکی از جذاب‌ترین نویسندگان ابتدای قرن ۲۱» تلقی شده است. او برنده جوایز متعدد در صربستان و یوگسلاوی سابق است و چندین بار به عنوان یک نامزد بالقوه برای جایزه نوبل در ادبیات از او نام برده شده است. او در بلگراد در سال ۲۰۰۹ بدرود حیات گفت.

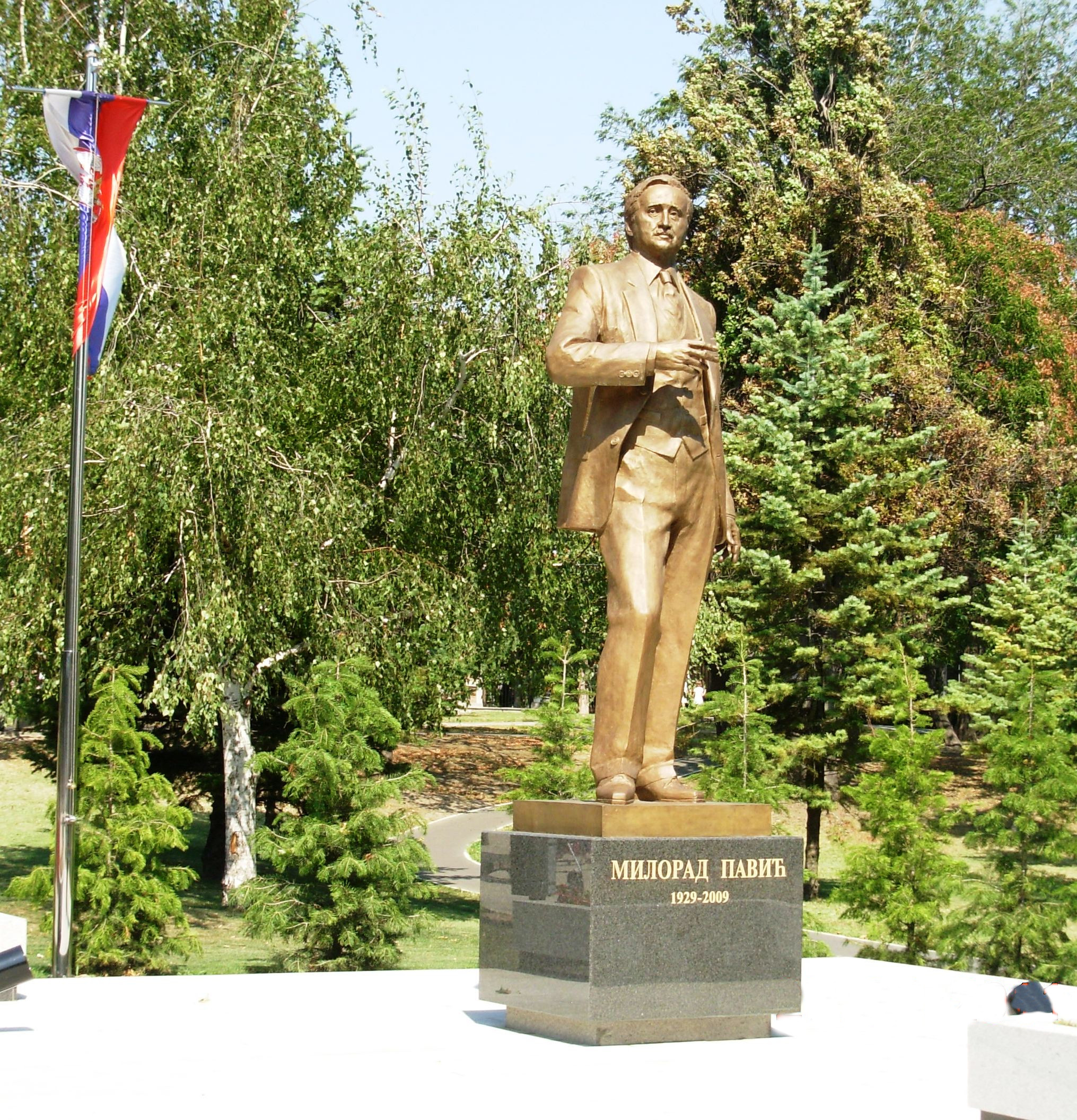
تندیس یادبود میلوراد پاویچ در پارکی در بلگراد.